# Демографија Алжира
Демографију Алжира, односно етничке групе у Алжиру укључују Арапе и Бербере, који представљају 99% становништва, од којих је 75–85% Арапа и око 15–25% Бербера. Алжир такође има мањинску популацију Европљана која представља мање од 1% становништва.  Мањинска европска популација је претежно француског, шпанског и италијанског поријекла.

## Арапи
Већина становништва Алжира је етнички арапског поријекла, чинећи између 75% и 80% до 85% становништва. Арапи Алжира првенствено потичу од арапских освајача и миграната који су стигли у регион између 7. и 17. вијека током арапских миграција у Магреб. Као резултат миграција, ова арапска племена су допринела арабизацији многих аутохтоних берберских племена која су била поријеклом из региона, што је резултирало њиховим усвајањем ислама као религије и замјеном њихових локалних језика друштвено и културно доминантнијим арапским језиком. Поред ова два горе поменута процеса, мјешање Арапа и Бербера такође је допринијело формирању алжирског арапског идентитета.
Арапско становништво Алжира је концентрисано углавном у сјеверним и приобалним регионима земље, гдје чине већину становништва. Они су претежно сунитски муслимани, мада постоји и мањина шиитских муслимана, заједно са другима, а њихов језик је алжирски дијалект арапског, иако постоје многе регионалне варијације дијалекта.
Током година међу Алжирцима је све већи покрет за повратак свог арапског културног и језичког идентитета, који је био потиснут под француском колонизацијом Алжира.

## Бербери
Берберска мањина, која чини између 15% и 20% до 24% становништва, подјељена је у многе групе са различитим језицима. Највећа берберска група у Алжиру су Кабили, који су концентрисани у региону Кабилије у земљи. Бербери у Алжиру имају дугу и сложену историју, која датира још из античких времена. Првобитно су били племенски народ, организован у кланове и конфедерације и били су познати по свом жестоком отпору страним освајачима. Вјековима су комуницирали са Феничанима и Римљанима. Хришћани су у касној антици током христијанизације Римског царства, а Бербери су се арабизовали и исламизовали након муслиманског освајања Магреба под Рашидунским и Омејадским калифатом.
Од западног Египта до Канарских острва (регион који Амазизи називају Тамазагха), први су се говорили амазишки језици. Процјене броја говорника Тамазајта у Алжиру варирају у широком распону, од 17% до 45–55% становништва када се узму у обзир двојезични/тројезични говорници.
Због раста арапског као званичног језика културе и религије, успона француског као престижног језика током колонизације и асимилационистичких закона који су забрањивали употребу овог језика, тамазигхт у Алжиру је доживио пад.
Претходни римско-берберски градови постепено су почели да постају арапско-берберски градови у којима је била присутна арапско-исламска култура. Арабизација се сматрала нижом појавом, углавном због културних и економских размјена између новог Магреба и старог Машрека арапског свијета све до 12. вијека, када је имиграција бедуинског племена Бану Хилал проширила свој културни утицај ка унутрашњим подручјима. У року од неколико вјекова касније, језичка арабизација Магреба постала је много важнија и доминантнија.
Бербери су одиграли важну улогу у борби за алжирску независност и настављају да буду важна политичка и културна снага у земљи, чувајући свој идентитет и посебан језик, обичаје и традиције.